# Jorge de Sena
Jorge Cândido de Sena (Lisbona, 2 novembre 1919 – Santa Barbara, 4 giugno 1978) è stato un poeta, scrittore e drammaturgo portoghese con cittadinanza brasiliana.

## Biografia

### Infanzia e adolescenza
Nacque a Lisbona, figlio unico di Augusto Raposo de Sena, comandante della Marina mercantile di origini aristocratiche, e di Maria da Luz Telles Grilo de Sena, proveniente da una agiata famiglia di commercianti di Porto. Come narrato nel racconto Homenagem ao Papagaio Verde, ebbe un'infanzia infelice, che ne acuì la natura introspettiva e sensibile. Iniziò a comporre le prime poesie ai tempi del liceo, ove si distinse come studente eccellente.

### La scuola navale
Fin dall'adolescenza, de Sena coltivò il sogno di seguire le orme paterne come ufficiale di Marina. Nel 1936, diciassettenne, entrò alla Scuola Navale del Portogallo, piazzandosi al primo posto del suo corso. Il 2 ottobre 1937 iniziò il suo viaggio di addestramento a bordo della nave-scuola Sagres, conclusosi nel febbraio successivo.
Pur avendo superato brillantemente gli insegnamenti teorici, il giovane e riflessivo cadetto mal si adattò alla dura disciplina e agli sforzi fisici e di destrezza richiesti dal corso: avvisato dell'imminente bocciatura, Sena rinunciò a malincuore alla sua giovanile aspirazione.

### Laurea in ingegneria, matrimonio, prime opere
Malgrado la propria inclinazione per la letteratura, nel 1940 de Sena si iscrisse alla facoltà di Ingegneria civile dell'Università di Porto. Interrotti gli studi per frequentare il Corso Ufficiali (abbandonato per motivi di salute), si laureò infine nel 1944.
Il periodo universitario fu fertile dal punto di vista della scrittura: nel 1940, sotto lo pseudonimo di Teles de Abreu, pubblicò numerose poesie sulla rivista Cadernos de Poesia, diretta dagli amici letterati Ruy Cinatti, José Blanc de Portugal e Tomás Kim. Il 1942 vede l'uscita della sua prima raccolta poetica, Perseguição, che ricevette pareri contrastanti.
Parallelamente agli esordi in letteratura, de Sena avviò la sua carriera di ingegnere, svoltasi fra vari incarichi: lavorò per la Camera municipale di Lisbona, nella direzione generale dei Servizi di urbanizzazione e nella Giunta autonoma per le strade (Junta Autónoma das Estradas, JAE). Quest'ultimo incarico gli diede la possibilità di viaggiare per tutto il Portogallo, di toccare con mano l'impatto del regime salazarista sulla vita di provincia, a cui facevano da riscontro l'oppressione politica e la censura che avvelenavano gli ambienti letterari da lui frequentati.
Malgrado la crescente frustrazione per la vita politica e culturale del momento, de Sena pubblicò numerose opere: O Dogma da Trindade Poética – Rimbaud (1942), Coroa da Terra (1946), Páginas de Doutrina Estética de Fernando Pessoa (1946), Florbela Espanca (1947), Pedra Filosofal (1950), A Poesia de Camões (1951). Collaborò in veste di autore e critico letterario e cinematografico a riviste quali Mundo Literário e Litoral.

### Esilio in Brasile
La ripulsa di de Sena nei riguardi del regime salazarista e del risultante ambiente letterario, paralizzato e autoreferenziale, si risolse nella partecipazione a un tentativo di colpo di Stato, il 12 marzo 1959.
Per sfuggire all'arresto e a un ambiente sempre più soffocante, nell'agosto 1959 de Sena approfittò dell'offerta, da parte dell'Università statale di San Paolo, di una cattedra come docente di Teoria della letteratura, per emigrare in Brasile con la moglie Mécia (sua collaboratrice e musa, sposata nel 1949) e i nove figli. Ottenne la cittadinanza brasiliana nel 1963.
Nel 1961, de Sena iniziò a insegnare Letteratura portoghese all'Università di Araraquara. Per vincere le resistenze dei colleghi, dubbiosi circa le sue credenziali accademiche, nel 1964 conseguì il dottorato in Lettere, con la tesi Os Sonetos de Camões e o Soneto Quinhentista Peninsular.
Il periodo brasiliano fu molto produttivo per l'autore, con la stesura di parte del romanzo Sinais de Fogo e dei racconti inclusi in Novas Andanças do Demónio.

### Gli Stati Uniti e gli ultimi anni
L'instaurazione della dittatura militare in Brasile, nel marzo 1964, indusse de Sena ad accettare la cattedra di Letteratura portoghese presso l'Università del Wisconsin, da lui assunta nell'ottobre 1965. Nel 1967 fu aggregato al Dipartimento di spagnolo e portoghese della medesima università.
Dal 1970 insegnò Letteratura comparata all'Università della California; malgrado il prestigioso incarico e la stima degli studenti, de Sena patì sempre il disinteresse per la sua opera. Sua soddisfazione in questo periodo fu l'edizione in due volumi delle sue traduzioni poetiche, Poesia de 26 Séculos (1973-78), fra cui spiccano quelle di Giovanni Pascoli.
La sua amarezza crebbe quando, tornato in patria all'indomani della Rivoluzione dei garofani, vi riscontrò la medesima, tiepida accoglienza: decise quindi di continuare a vivere e lavorare negli Stati Uniti, dove morì di cancro nel 1978.
A sua memoria, nel 1980 fu inaugurato il Jorge de Sena Center for Portuguese Studies presso il campus dell'Università della California a Santa Barbara.

## Opere

### Poesia
- Perseguição (1942)
- Coroa da Terra (1946)
- Pedra Filosofal (1950)
- As Evidências (1955)
- Fidelidade (1958)
- Metamorfoses (1963)
- Arte de Música (1968)
  - traduzione italiana: Arte musicale, Edizioni Empirìa, Roma, 1993.
- Peregrinatio ad Loca Infecta (1969)
- Exorcismos (1972) 
  - traduzione italiana: Esorcismi, Accademia Edizioni, Roma, 1975.
- Conheço o Sal e Outros Poemas (1974)
- Sobre Esta Praia (1977)
  - traduzione italiana: Su questa spiaggia, Ass. Culturale Portucale, Roma, 1984.
- Quarenta Anos de Servidão (1979, póstumo)
- Dedicácias (1980, póstumo)
- Sequências (1980, póstumo)
- Visão Perpétua (1982, póstumo)
- Post-Scriptum I (1985, póstumo)
- Post-Scriptum II (1985, póstumo)
- Poesia I (1977)
- Poesia II (1978)
- Poesia III (1978)

### Romanzi e racconti
- Andanças do Demónio (racconti, 1960) 
  - traduzione italiana: Scorribande del demonio, Edizioni Empirìa, Roma, 2006.
  - il racconto La finestra d'angolo è stato pubblicato singolarmente da Sellerio, Palermo, 1992.
- Novas Andanças do Demónio (racconti, 1966)
- Os Grão-Capitães (racconti, 1976) 
  - traduzione italiana: La Gran Canaria e altri racconti, Editori Riuniti, Roma, 1988.
- O Físico Prodigioso (romanzo, 1977)
  - traduzione italiana: Il medico prodigioso, Feltrinelli, Milano, 1987.
- Sinais de Fogo (romanzo, postumo 1979)
  - traduzione italiana: Segni di fuoco, Edizioni Empirìa, Roma, 2004.
- Génesis (postumo, 1983)

### Teatro
- O Indesejado (1951)
- Ulisseia Adúltera (1952)
- O Banquete de Dionísos (1969)
- Epimeteu ou o Homem Que Pensava Depois (1971)

### Saggi
- Da Poesia Portuguesa (1959)
- O Poeta é um Fingidor (1961)
- O Reino da Estupidez (1961)
- Uma Canção de Camões (1966)
- Os Sonetos de Camões e o Soneto Quinhentista Peninsular (1969)
- A Estrutura de Os Lusíadas e Outros Estudos Camonianos e de Poesia Peninsular do Século XVI (1970)
- Maquiavel e Outros Estudos (1973)
- Dialécticas Aplicadas da Literatura (1978)
- Fernando Pessoa & Cia. Heterónima (postumo, 1982)

### Traduzioni
- Poesia de 26 Séculos (2 voll., 1973-78)

## Premi e riconoscimenti
- Premio Internazionale Etna-Taormina[3] (1977)
- Commendatore dell'Ordine dell'infante Dom Henrique (9 aprile 1977)
- Cavaliere di Gran Croce dell'Ordine di San Giacomo della Spada (postumo, 30 agosto 1978).[7]